# 1330 en Angleterre
Chronologie de l'Angleterre
- 1326
- 1327
- 1328
- 1329
- 1330
- 1331
- 1332
- 1333
- 1334

Cette page concerne l'année 1330 du calendrier julien.

## Naissances en 1330
- 24 mars : William Latimer, 4e baron Latimer (en)
- 7 avril : Jean, 3e comte de Kent
- 15 juin : Édouard de Woodstock, prince de Galles
- Date inconnue :
  - Bernard de Brocas, commandant militaire
  - Robert de Clifford, 4e baron de Clifford
  - John Gower, poète
  - Jean III de Grailly, captal de Buch
  - Hugh Herland, charpentier
  - Thomas Hungerford, speaker de la Chambre des communes
  - Owain Lawgoch, soldat et rebelle
  - Michael de la Pole, 1er comte de Suffolk
  - Robert Wikeford, diplomate et homme de loi
  - John Wyclif, théologien

## Décès en 1330
- 14 mars : Roger Martival, évêque de Salisbury
- 19 mars : Edmond de Woodstock, 1er comte de Kent
- 21 août : Richard Damory, 1er baron Damory
- 19 octobre :
  - Hugh Turpington, chevalier
  - Richard Crombek, esquire
  - Richard Monmouth, esquire
- 29 novembre : Roger Mortimer, 1er comte de March
- 24 décembre : Simon Bereford, chevalier
- Date inconnue :
  - John de Bourchier, juge
  - Nicholas Fastolf, juge